# Тождество Вальда
Тождество Вальда определяет формулу для вычисления математического ожидания для случайных сумм.
Названо в честь венгерского математика Абрахама Вальда.

## Формулировка
Пусть {\displaystyle X_{1},...,X_{N}} — независимые одинаково распределенные случайные величины. {\displaystyle N} — также является случайной величиной имеющей дискретное распределение и принимающая положительные целые значения. Далее {\displaystyle X_{i}} и {\displaystyle N} должны иметь конечное математическое ожидание и {\displaystyle N} должно быть независимым от {\displaystyle X_{i}}. Тогда
{\displaystyle \operatorname {E} \left(\sum _{i=1}^{N}X_{i}\right)=\operatorname {E} (N)\operatorname {E} (X)}.